# Rennermekanik
Rennermekanik är en mekanisk konstruktion för anslag av strängarna i ett piano. Denna typ av mekanik anses vara världens främsta för akustiska pianon.
Rennermekaniken utformades av tysken Louis Renner, som inledde sin produktion 1882.